# Дауния

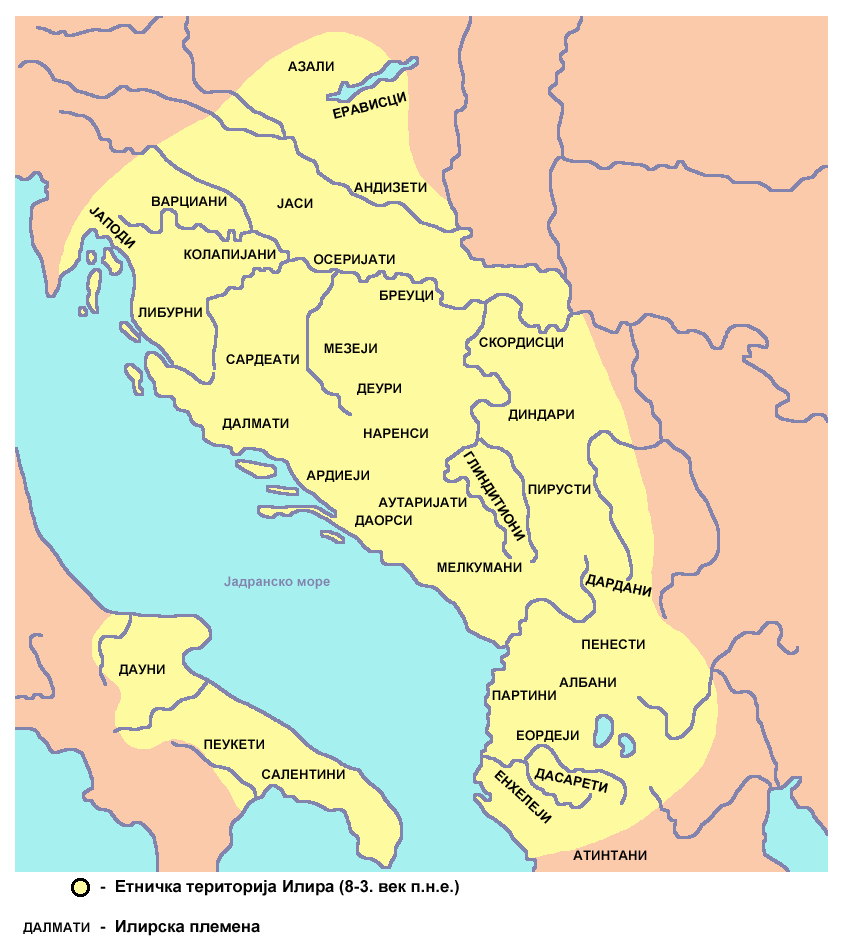
Иллирийские племена

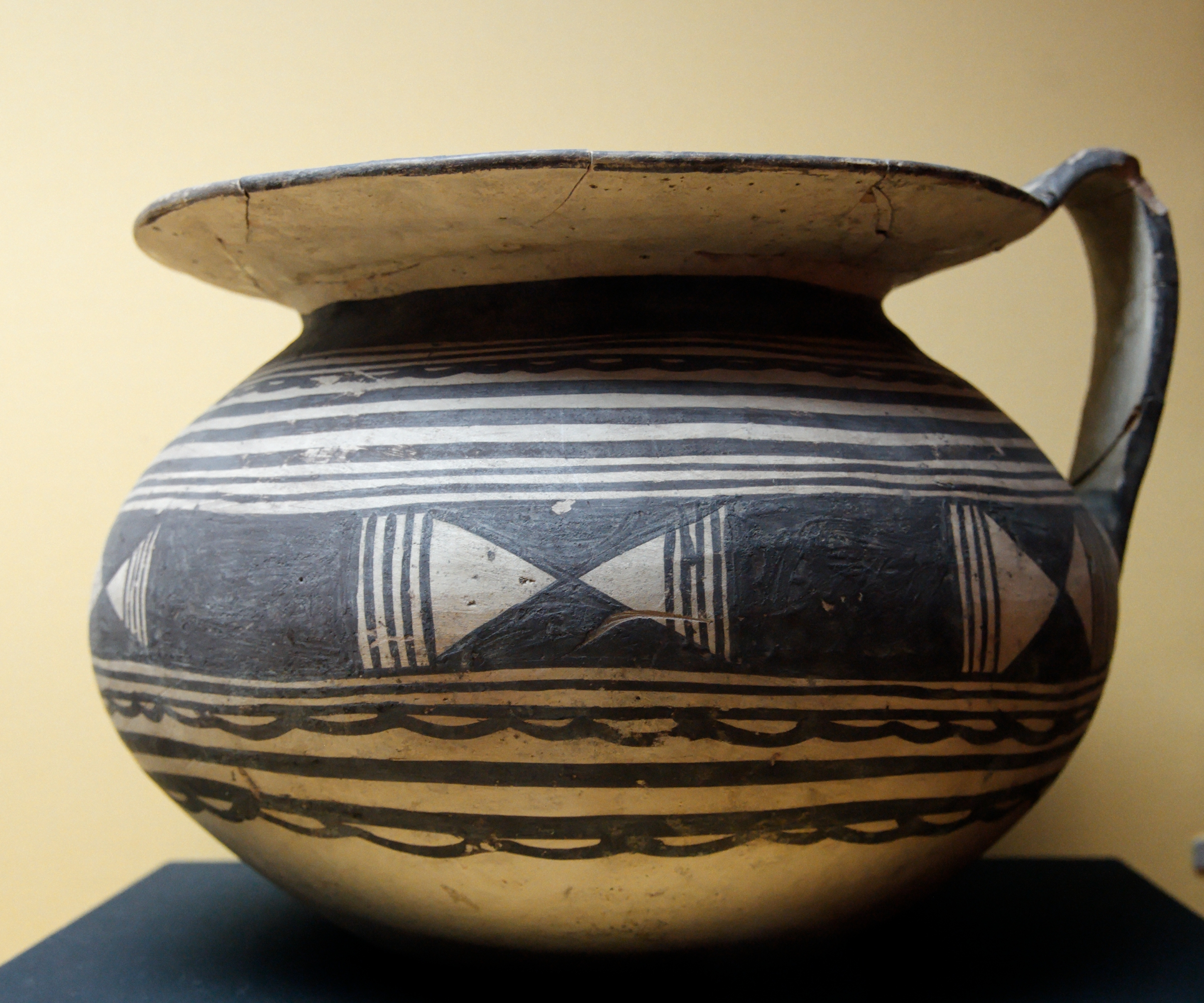
Образец даунийской керамики (V век до н. э.)

Давния (Дауния, др.-греч. Δαυνία, лат. Daunia) — историческая область на территории современной итальянской провинции Фоджа в Апулии. В древности была населена давнами (давниями, даунийцами, др.-греч. Δαύνιοι, лат. Daunii, откуда и название) — народом иллирийского происхождения, родственного мессапам и певкетам. Название племени означает «принадлежащие к волкам». Название является иллирийским. Вождь племени представлялся в образе волка. Эпонимом народа давнов был Давн, в греческой мифологии сын Ликаона (λύκος — «волк»), превращённый богами в волка. С волками давны отождествляли свою силу и быстроту.
Самые высокие горы Апулии носят название Монти-делла-Дауния (1151 м, гора Монте-Корнаккия).
Уже в эпоху палеолита (1 000 000—35 000 г. до н. э.) человек оставил следы своего пребывания в местности Гаргано. В этой местности было идеальное место для проживания с мягким климатом, источниками питьевой воды, большое количество плодовых деревьев, дичи в лесах и рыбы вдоль берегов. Во многих местах обнаружены кремнёвые орудия той эпохи. В XX веке обнаружена крупнейшая в Европе мастерская кремнёвых орудий в местности Дефенсола, 3 км к северу от Вьесте.
В эпоху неолита на плодородных землях Даунии располагалось несколько сот поселений. Вокруг поселений обычно выкапывался ров.
В эпоху бронзового века эти земли начали колонизировать греки.
Многочисленные захоронения показывают, что иллирийские племена начали прибывать на эту территорию примерно в XI—X веках до н. э. из восточной Адриатики. Культура давнов процветает в этих местах с IX века до н. э. и поглощается греко-римской культурой около IV—III вв. до н. э. Для давнов характерны каменные погребения с богатыми погребальными дарами. Покойников укладывали на боку, с согнутыми в коленях ногами в направлении север-юг, лицом на восток.
Даунийцы (давны) первоначально селились на побережье в простых посёлках, жили рыболовством и пиратством. Позднее они расселились вглубь материка, где смешались с автохтонным населением и основали несколько городов в греческом стиле.
Первые контакты Даунийского региона с эгейским миром относятся к бронзовому веку. Греки называли Даунию «земля Диомеда», поскольку последний считался основателем многих городов, которые добились высокого социального статуса и даже чеканили собственную монету. Засвидетельствованы торговые связи с противоположным берегом Адриатического моря, откуда экспортировалась пшеница и куда поставлялись металлические изделия.
Даунийцев покорили сначала самниты, затем Римская республика.
В городском археологическом музее «Микеле Петроне» в старинном городе Вьесте представлены многочисленные находки доримского периода. Среди них представлена стела с надписью мессапским алфавитом. В Асколи расположен археологический парк с памятниками даунийского периода и предметами из различных частных коллекций.

## Палеогенетика
У даунийцев из Северной Апулии (1157—275 лет до н. э.) определили Y-хромосомные гаплогруппы R1b-M269, R1b-P312, R1b-DF27, R1b-U152>L2, J2b-M241, J2b2-L283, I2d-Z2093/Y3670, I2d-M223 и митохондриальные гаплогруппы I5a2+16086C, U8b1b1, U5b1, U5a1, H1e, H1+16189!, T2e.